# Požeški Brđani
Požeški Brđani su naselje u Republici Hrvatskoj u Požeško-slavonskoj županiji, u sastavu općine Brestovac.

## Zemljopis
Požeški Brđani su smješteni oko 8 km sjeverzapadno od Brestovca, na cesti između Perenaca na sjeveru i Skenderovaca na jugu.

## Stanovništvo
Prema popisu stanovništva iz 2011. godine Požeški Brđani su imali 66 stanovnika.
| broj stanovnika | 114   | 123   | 103   | 126   | 166   | 170   | 163   | 185   | 153   | 141   | 130   | 105   | 76    | 73    | 82    | 66    | 42    |
|                 | 1857. | 1869. | 1880. | 1890. | 1900. | 1910. | 1921. | 1931. | 1948. | 1953. | 1961. | 1971. | 1981. | 1991. | 2001. | 2011. | 2021. |